# Alcalá de Henares
Alcalá de Henares é um município da Espanha
na província e comunidade autónoma de Madrid. Tem 87,7 km² de área e em  tinha 199.184  habitantes em 2023 (densidade: 2 234,7 hab./km²). Além disso, a "Comarca de Alcalá" (em espanhol), que serve de área metropolitana, tem cerca de 800 mil habitantes e uma área de 1.421 km². 

## Demografia

| Variação demográfica do município entre 1991 e 2004 | Variação demográfica do município entre 1991 e 2004 | Variação demográfica do município entre 1991 e 2004 | Variação demográfica do município entre 1991 e 2004 |
| --------------------------------------------------- | --------------------------------------------------- | --------------------------------------------------- | --------------------------------------------------- |
| 1991                                                | 1996                                                | 2001                                                | 2004                                                |
| 159 355                                             | 163 386                                             | 176 434                                             | 191 545                                             |

## Patrimônio Mundial da UNESCO
Alcalá de Henares é a primeira cidade universitária planificada do mundo, fundada pelo Cardeal Jiménez de Cisneros no começo do Século XVI. Foi usada como modelo ideal de universidades na Europa e em vários outros países em outros continentes. Por este motivo foi inscrita como Patrimônio Mundial da UNESCO. Está listada como uma das nove cidades mais bonitas e únicas de Espanha, segundo a UNESCO.
Possui ainda os títulos "Cidade das Letras e das Artes" e "Cidade da Cultura", títulos distintivos para as cidades significativas para a história e cultura espanholas.

## Patrimônio UNESCO/Bem de Interesse Cultural
O lema “Cidade do Conhecimento” está a ser difundido como identificação da cidade. As razões apresentadas pela Câmara Municipal para tal título são: é uma cidade de três culturas onde coexiste na Universidade um espírito de conhecimento.
Monumentos
Urbano
- Colegio Mayor de San Ildefonso (atual reitoria da Universidade de Alcalá) e Auditório da Universidade de Alcalá
- Colegio del Rey (sede de honra do Instituto Cervantes)
- Bairro Judeu (Rua Mayor: Bairro Histórico)
- Bairro muçulmano (Rua do Santiago: Bairro Histórico)
- Bairro cristão (Praça Santos Niños: Bairro Histórico)
- Complexo amuralhado de Alcalá
- Palácio Arquiepiscopal
- Palácio do Laredo
- Catedral Magistral dos Santos Meninos Justo e Pastor
- Cidade Romana de Complutum e Casa de los Grifos
- Casa do Hippolytus
- Igreja de Santa Maria la Mayor: Capela do Ouvinte (del Oidor em espanhol) e torre de Santa Maria
- Museu: Local de nascimento de Miguel de Cervantes
- Curral de comédia
- Museu Arqueológico e Paleontológico da Comunidade de Madrid
- Porta de Madrid
- Porta de Alcalá (Madrid)
- Capela das Santas Formas (Igreja de Santa Maria)
- Praça Cervantes
- Bunker da Guerra Civil (Praça Cervantes)
- Convento de San Diego
- Museu de Arte Ibero-Americana
- Igreja de São Bernardo
- Fundação Antezana: Antigo Hospital de Nossa Senhora das Mercês
- Teatro Salão Cervantes
- Convento de São João da Penitência
- Ermida da Virgem do Val

Natural
- Castelo de Alcalá la Vieja
- Percurso del Henares e Isla del Colegio (em espanhol)
- La Chopera/Zulema
- Miradouro Salto del Cura (em espanhol)
- Camino de la Barca (Percurso de caminhada)
- Parque Natural de Los Cerros
- Barranco do Rio Henares
- Ecce Homo (Percurso de caminhada)
- Colina Virgem (Cerro de la Virgen, em espanhol)
- Caverna dos Gigantones

Atividades e festivais (locais, não nacionais)
- Noite em bramco (Noche en blanco, em espanhol): Festa popular local, caracterizada pelos seus espetáculos musicais, folclore, visitas a monumentos, eventos culturais, teatrais, gastronómicos, leituras, exibição de filmes, passatempos infantis, dança e música ao vivo à luz das velas, conta com mais de uma centena de atividades.  É comemorado a 18 de maio.
- Festival Ibero-Americano da Idade de Ouro (Festival Iberoamericano del Siglo de Oro, em espanhol): Festival Internacional de Língua Espanhola, é o único até à data, caracterizado por peças de teatro, estreias de filmes, concertos, dança, poesia, circo, folclore... a maioria deles ao ar livre. Comemora-se da segunda semana de junho à primeira semana de julho.
- Noites no pátio (Noches del patio, em espanhol): Festival local de relevância nacional, caracterizado por atuações de ballet folclórico, tango, danças espanholas e tradicionais e música.  Comemora-se de 25 a 31 de agosto.
- Festival da Virgem de Val (Fiesta de la Virgen del Val, em espanhol): Festa religiosa, venera-se a padroeira da cidade, caracteriza-se pelas missas, procissão da Virgem, atividades infantis e concertos. É também tradição comer o "hornazo", prato típico daquela festa.  É comemorado por volta do dia 17 de setembro.
- Mercado Cervantes (Mercado Cervantino, em espanhol): É a festa mais relevante e internacionalmente popular da cidade, está classificada como Bem de Interesse Cultural e Património Mundial.  É um mercado medieval situado no bairro histórico da cidade, em homenagem a Miguel de Cervantes, é conhecido por ser o maior da Europa, caracterizada por teatro, dança, desfiles, paradas, música, jogos, justas de cavalos, oficinas de artesanto, menus de degustação e reconstituições históricas, entre outros.  Comemora-se de 8 a 13 de outubro.
- ALCINE: Festival internacional de cinema, é uma das mais importantes competições de curtas-metragens de Espanha.  De novembro a dezembro.

## História
Primeiros assentamentos

As origens da cidade de Alcalá de Henares remontam à pré-história cuja povoação se situava nas elevações conhecidas por Cerro de Zulema ou Cerro del Viso, que viria a tomar o nome de San Juan del Viso em homenagem a uma antiga ermida dedicada a S. João Batista. Os romanos preferiram formar a sua cidade em terras planas e assim nasceu Complutum. Os muçulmanos construíram um enclave defensivo, que mais tarde ficou conhecido por Al-Qalat-Nahar ("o castelo de Henares"). 

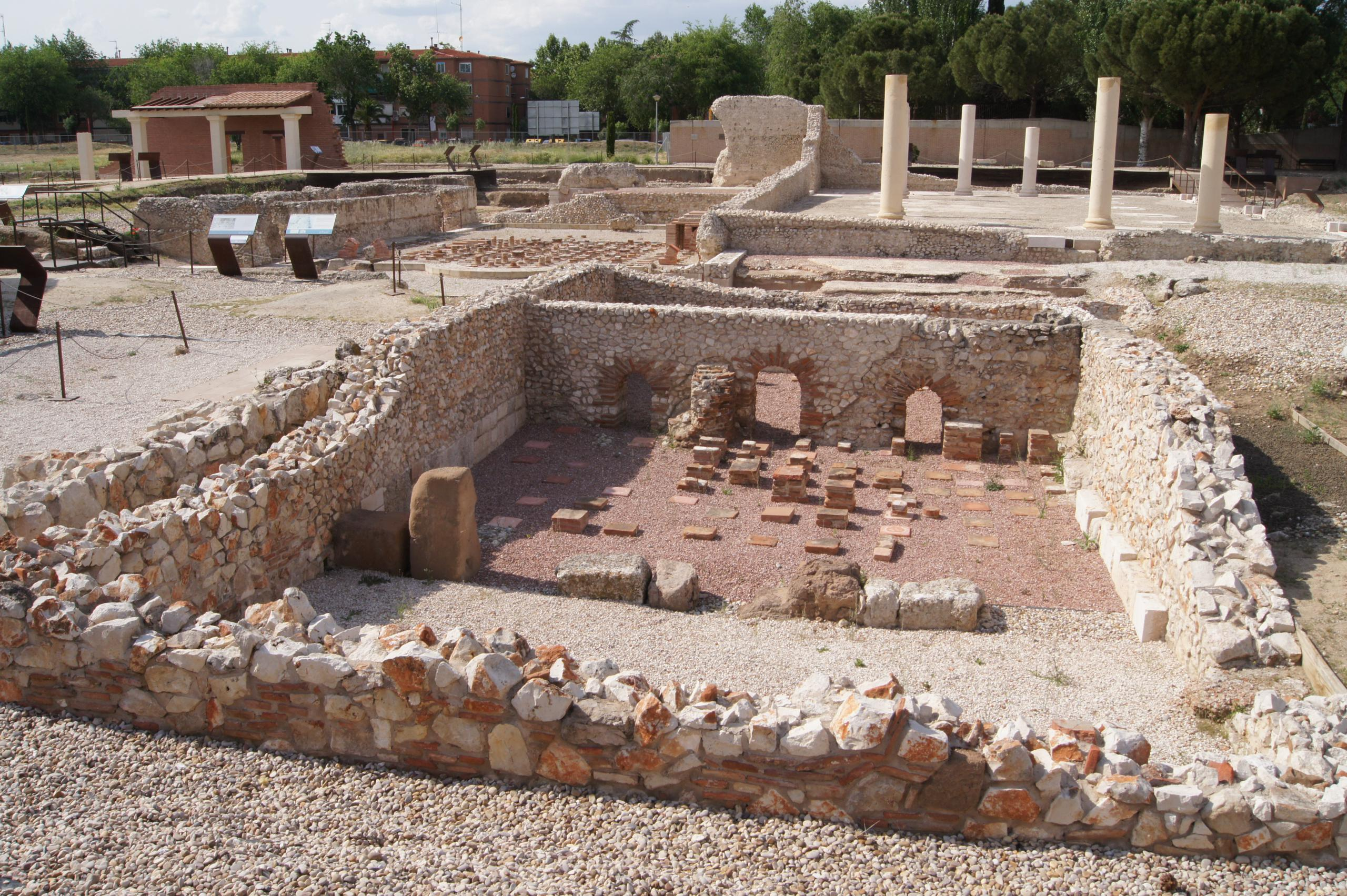
Banhos nas ruínas da cidade romana de Complutum Alcalá de Henares.

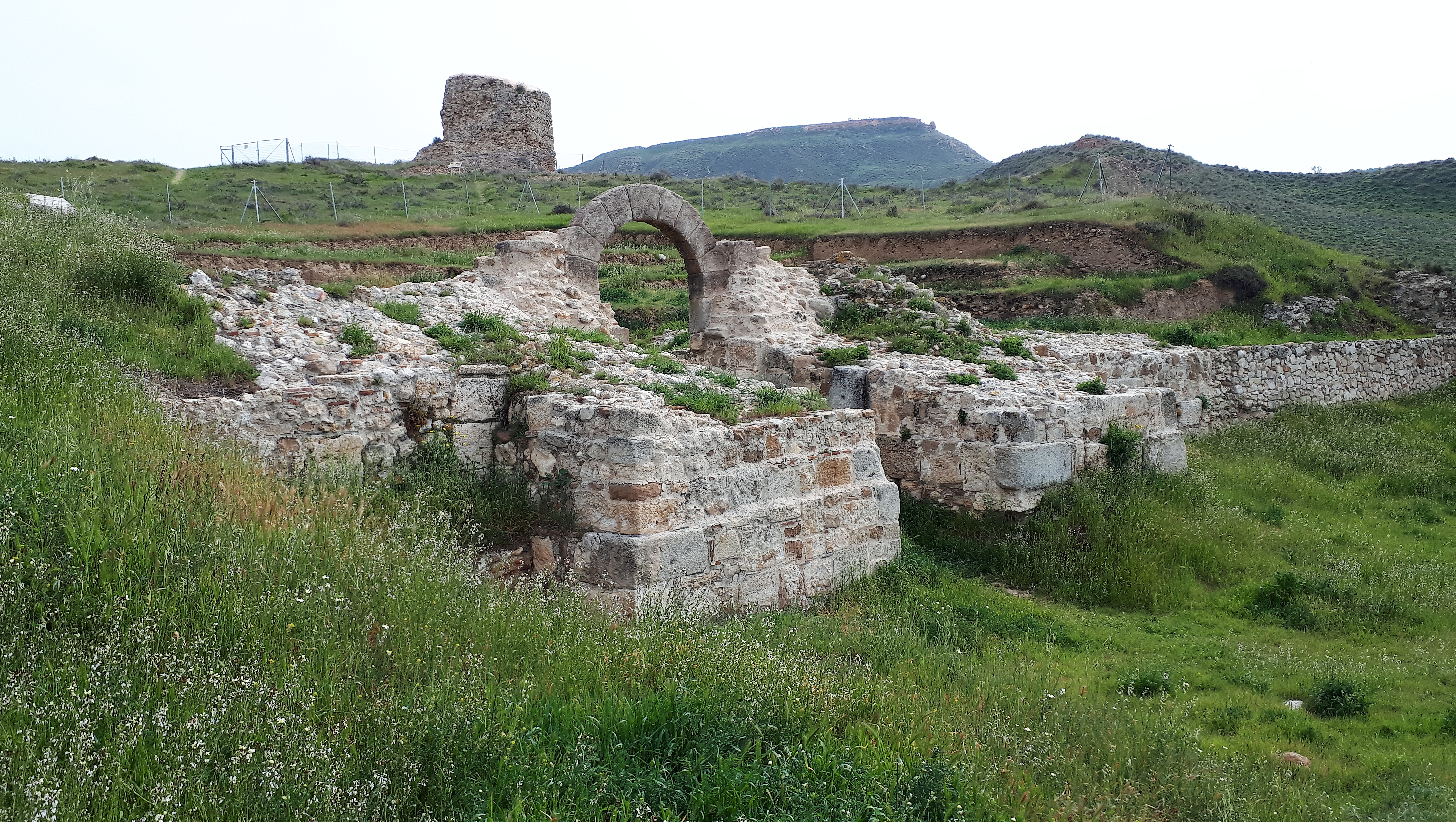
Entrada principal do Castelo Muçulmano de Alcalá la Vieja Alcalá de Henares.

Com a Reconquista Cristã, a zona de Complutum mudou a sua localização definitiva em torno do que é hoje a catedral magisterial.
O seu nome significa “castelo do rio Henares”, por isso surge um castelo no escudo nas ondas de água que simulam o rio Henares. A sua fundação remonta à época celtibérica (Ikesankom Kombouto ou Iplacea), mas será com a chegada dos romanos que se formará uma notável cidade chamada Complutum. Pela cidade passaram várias culturas, das quais três (cristãos, judeus e muçulmanos) passaram a coexistir em simultâneo. 
Séculos XV a XIX
Em janeiro de 1486, a primeira entrevista entre Cristóvão Colombo e Isabel I de Castela teve lugar na cidade, no Palácio Arquiepiscopal de Alcalá de Henares, para falar sobre a planeada viagem ao Catai pelo oeste que resultaria na descoberta da América.
A Universidade de Alcalá foi criada por iniciativa do Cardeal Cisneros em 1499 naquilo que foram os Estudos Gerais do século XIII, pelas suas salas passaram personalidades importantes, tais como:
Ambrosio de Morales, Benito Arias Montano, Calderón de la Barca, Domingo Báñez, Domingo de Soto, Francisco de Quevedo, Francisco Vallés, Gabriel Vásquez, Gaspar Melchor de Jovellanos, João de Ávila, Juan de Mariana, Juan de Valdés, Juan Ginés de Sepúlveda, Lope de Vega, Luís de Molina, Martín de Azpilicueta, Mateo Alemán, Inácio de Loyola, João da Cruz, Tirso de Molina...
No século XVI ocorreu um acontecimento importante para a literatura e cultura espanhola: o nascimento do escritor Miguel de Cervantes. A sua certidão de baptismo de 9 de Outubro de 1547 encontra-se conservada na antiga Igreja de Santa María la Mayor.

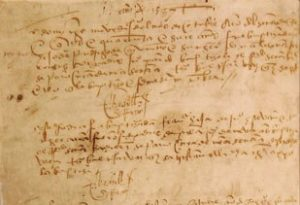
Certidão de batismo original de Miguel de Cervantes Saavedra, localizada na antiga Igreja de Santa María la Mayor Alcalá de Henares.

No início do século XVIII, Alcalá foi ocupada pelos portugueses durante a Guerra da Sucessão. Em 1785, a primeira mulher da história de Espanha, María Isidra de Guzmán y de la Cerda, ingressou na Universidade e obteve o grau de doutora em Artes e Letras. 
Foi declarada Cidade Património Mundial pela UNESCO em 1998. Graças ao sítio histórico e à reitoria da Universidade, é uma das nove cidades de Espanha que a UNESCO classificou como unicas. É famosa pela sua Universidade, construída graças ao Cardeal Cisneros em 13 de Abril de 1499, mas depois de definhar durante o século XVIII, pela Ordem Real da Rainha Regente de 29 de Outubro de 1836, a sua supressão em Alcalá e transferência para Madrid, onde foi renomeada como Universidade Central. Surgiu com o estatuto atual em 1977, quando se verificou o fenómeno da descentralização universitária e se constituiu como uma universidade própria, o que mais uma vez a transformou numa cidade universitária.
Século XX
Guerra Civil Espanhola
No início da Guerra Civil Espanhola, em 1936, o 7º Batalhão de Sapadores-Mineiros e o Batalhão de Infantaria Ciclista estavam aquartelados na cidade. No dia 19 de julho, toda a atividade comercial e agrícola foi interrompida e as tropas aquarteladas. No dia 20, com dois dias de atraso em relação ao resto da revolta em Madrid e noutras partes de Espanha, alguns oficiais ordenaram a ocupação dos edifícios estratégicos da cidade, a prisão do presidente da Câmara e dos vereadores e a leitura do decreto declarando o Estado de Guerra, que foi publicado na Praça de Cervantes. Isto causou confusão tanto entre a população civil como entre as tropas e alguns oficiais que se recusaram a revoltar-se foram presos. Alguns soldados tinham saído do quartel com os punhos erguidos e a torcer pela República, uma vez que alguns dos oficiais que os comandavam tinham um conhecido passado republicano.
Na manhã seguinte, uma coluna heterogénea composta por milicianos, guardas civis e de assalto e alguns soldados profissionais comandados pelo coronel Puigdendolas partiu de Madrid para pôr fim à revolta e proteger Alcalá e Guadalaxara. Após um combate curto e confuso, as tropas desertaram e os oficiais renderam-se. A revolta da guarnição foi concluída e começou o fenómeno repressivo que eclodiu quando a rebelião militar foi reprimida. Assim, foram assassinados um cadete e um alferes que regressaram ao quartel para se renderem, o pároco da paróquia de San Pedro, Pedro García Izcaray; o sacristão Tomás Plaza, três padres cónegos do Magistral e pai de um deles. Os milicianos ocuparam as ruas e confiscaram o stock de lojas e bares. Iniciaram-se buscas e saques nas casas de pessoas de direita e, na mesma tarde do dia 21 de julho, a Catedral Magistral começou a arder.
Após estes acontecimentos e durante o resto da guerra, Alcalá manteve-se fiel à república e tornou-se uma importante base militar e logística do Exército Republicano. Em 1937 Andreu Nin foi levado para a cidade, onde desapareceu, presumivelmente assassinado. Alcalá resistiu em defesa da República até ao fim da guerra, nos últimos dias de Março de 1939. Logo no final da guerra o Palácio Arquiepiscopal sofreu um incêndio acidental que destruiu grande parte dos edifícios e parte da documentação do Arquivo. Com a entrada das tropas vencedoras e o novo governo do General Francisco Franco, todo o funcionalismo público foi expurgado no âmbito da repressão e seguindo as leis de purificação e responsabilidades políticas.
Ditadura
Em 1947, ocorreu uma explosão acidental no armazém militar que albergava os Zulema na cidade. Esta explosão alterou para sempre o aspecto natural desta parte do concelho, incluindo o curso do rio Henares. Provocou a morte de vários soldados e trabalhadores, bem como a destruição de vários edifícios e infra-estruturas. A ditadura do General Francisco Franco aproveitou o acidente para criar uma falsa investigação que incriminou pessoas de partidos e sindicatos de esquerda da cidade que ainda não sofriam retaliações desde o fim da guerra civil em 1939. Oitenta e duas pessoas foram detidas e encarceradas e terminou com a execução de oito deles em 1948, em resposta a um protesto junto da Organização das Nações Unidas.
Alcalá foi uma cidade agrícola, militar e conventual até à década de 1940, altura em que a indústria cerâmica e as Forjas de Alcalá (equipamento ferroviário) ajudaram ao desenvolvimento industrial da década de 1960. Iniciou-se uma reindustrialização da cidade que ajudou ao seu crescimento. Por isso, em 1966 foi criada a Universidade Trabalhista Alcalá de Henares (ULAH) para formar profissionais para o setor. Foi pioneira em vários ensinamentos nesta área, ajudou a revitalizar a cultura da cidade e foi foco de interesses democráticos e de um movimento social juvenil nos últimos anos da ditadura franquista e da Transição em meados da década de 1970. Instituto de Ensino Secundário Obrigatório Antonio Machado. 
Democracia
Após a morte de Franco, foi fundada uma nova universidade em 1977 sob o nome de Universidade de Alcalá, que marcou um renascimento cultural da cidade e uma recuperação do seu património histórico através do Acordo Multidepartamental de Alcalá de Henares de 1985.
Em 1989 foi uma cidade pioneira em Espanha na protecção das cegonhas como espécie em perigo de extinção. Desenvolveu regulamentação específica para a sua proteção no âmbito municipal.
A Igreja Magistral Gótica (única no mundo juntamente com a de São Pedro na cidade belga de Lovaina porque o seu capítulo é formado por doutores ou professores mestres da Universidade) foi elevada à categoria de catedral-magisterial dos Santos Meninos Justus e Pastor, deixando para trás seu anterior estatuto de igreja colegiada.
Século XXI

Os ataques de 11 de Março de 2004 afectaram fortemente a cidade, uma vez que os comboios atacados partiam ou paravam na sua estação. Além disso, as bombas dos comboios atacados foram colocadas na estação central da cidade. Horas depois, a carrinha dos terroristas foi localizada a poucos metros da estação. Um bom número de vítimas eram residentes na cidade de Alcala. 

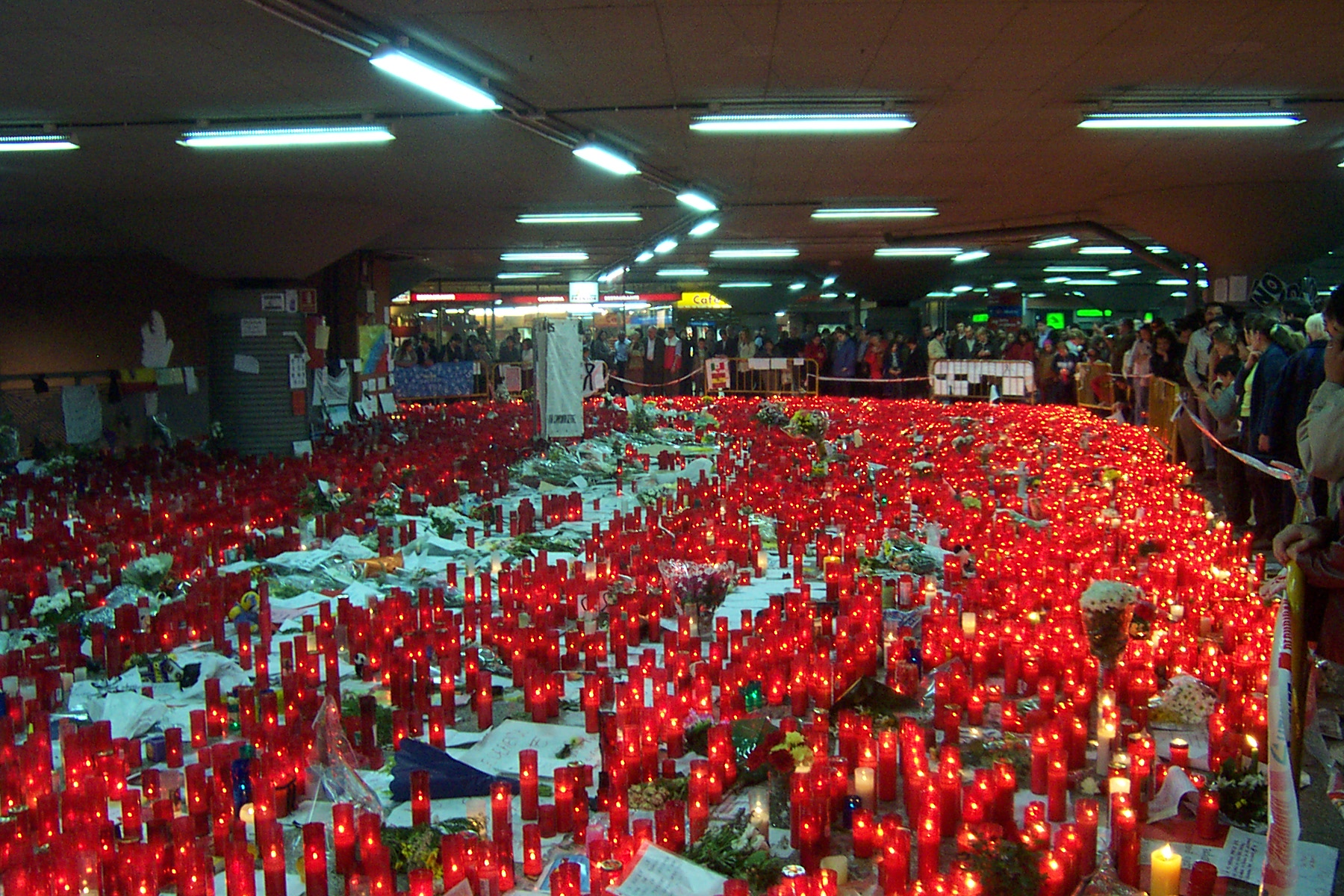
Homenagem às vítimas do atentado terrorista 11-M na Estação de Atocha, Madrid.

Em 2005, a cidade enfrentou a comemoração do IV Centenário da publicação de Dom Quixote a partir da sua nova condição de “cidade grande”, uma vez que a cidade Complutense se enquadra na Lei de Modernização das Administrações Locais ou “Lei das Grandes Cidades”. Desta forma, a Câmara Municipal irá usufruir de mais poderes e autogovernação.

Em 2011 foi a segunda cidade a mobilizar-se para os acontecimentos de 15 de Maio (15-M/movimento dos indignados), depois de Madrid capital.

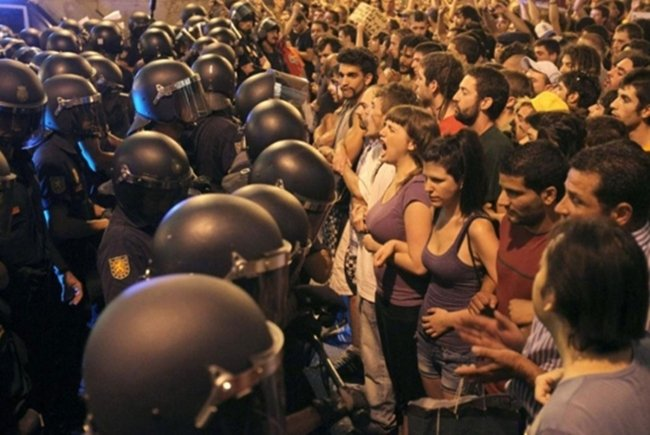
Civis a confrontar a polícia durante o protesto de 15-M, Espanha.

## Pessoas Notáveis
Miguel de Cervantes (1547–1616), escritor espanhol amplamente considerado o maior escritor da língua espanhola e um dos romancistas mais proeminentes do mundo. Seu principal trabalho, Dom Quixote, é considerado o primeiro romance moderno, um clássico da literatura ocidental.
Manuel Azaña (1880-1940) foi um político, escritor e jornalista espanhol, presidente do Conselho de Ministros da Segunda República Española (1931-1933) e presidente da Segunda República Espanhola (1936-1939).
Catarina de Aragão e Castela, ou Catarina de Trastámara y Trastámara (1485-1536) foi rainha consorte de Inglaterra (1509-1533) como primeira mulher do rei Henrique VIII e mãe de Maria I da Inglaterra; Anteriormente, foi Princesa de Gales pelo seu casamento com o herdeiro do trono Artur Tudor, filho mais velho de Henrique VII e irmão mais velho do seu segundo marido.